# نیمه‌شب (فیلم ۱۹۹۸)
«نیمه‌شب» (پرتغالی: O Primeiro Dia) یک فیلم به کارگردانی والتر سالس و دانیه‌لا توماش است که در سال ۱۹۹۸ منتشر شد.